# Naomi Swann
Naomi Swann (San Petersburgo, Florida; 18 de agosto de 1999) es una actriz pornográfica y modelo erótica estadounidense.

## Biografía
Natural de San Petersburgo, en Florida, creció en un pequeño pueblo de dicho estado. En su infancia, destacó por actividades físicas en acrobacia y baile. Participó en el programa ROTC de la escuela naval, llegando a cursar estudios superiores en la academia militar. Trabajó como camarera y anfitriona de restaurante. A través de una conocida, empezó a interesarse por la industria del fetichismo sexual, comenzando en octubre de 2017 a trabajar con los productores del sitio Clips4Sale.
Por sus trabajos para esta web, llegó a ser invitada a la gala de la XXXVI edición de los Premios AVN, donde fue contactada por la agencia de talentos Motley Models, con la que firmó su primer contrato como actriz profesional, debutando en la industria del cine para adultos en marzo de 2019, con 20 años.
Como actriz, ha trabajado para estudios como Evil Angel, Tushy, Hard X, Hustler, Blacked, Jules Jordan Video, Pure Taboo, Pure Passion, SexArt, Sweet Sinner, Vixen, Digital Sin, Reality Kings, Brazzers, Deeper, Twistys, Girlsway o Mofos, entre otros.
En septiembre de 2019 fue elegida Penthouse Pet de dicho mes por la revista Penthouse. En abril de 2020 también fue designada Cherry of the Month del sitio web Cherry Pimps.
En 2020 recibió sendas nominaciones en los Premios AVN y los XBIZ a la Mejor actriz revelación. Estuvo también nominada en los AVN en la categoría de Mejor escena de sexo anal, junto a Mick Blue, por A Day to Remember.
Hasta la actualidad ha rodado 250 películas como actriz.

## Premios y nominaciones
| Año  | Ceremonia    | Resultado | Premio                                               | Trabajo                      |
| ---- | ------------ | --------- | ---------------------------------------------------- | ---------------------------- |
| 2020 | Premios AVN  | Nominada  | Mejor actriz revelación                              | —                            |
| 2020 | Premios AVN  | Nominada  | Mejor escena de sexo anal                            | A Day to Remember            |
| 2020 | Premios AVN  | Nominada  | Premio fan: Debutante más caliente                   | —                            |
| 2020 | Premios XBIZ | Nominada  | Mejor actriz revelación                              | —                            |
| 2021 | Premios AVN  | Nominada  | Artista femenina del año                             | —                            |
| 2021 | Premios AVN  | Nominada  | Mejor actriz                                         | My Sinful Valentine          |
| 2021 | Premios AVN  | Nominada  | Mejor actuación solo / tease                         | Fashionistas Lost            |
| 2021 | Premios AVN  | Nominada  | Mejor escena escandalosa de sexo                     | Fashionistas Lost            |
| 2021 | Premios AVN  | Nominada  | Mejor escena de sexo lésbico                         | Paranormal                   |
| 2021 | Premios AVN  | Ganadora  | Mejor escena de sexo en producción extranjera        | Young Fantasies 5            |
| 2021 | Premios AVN  | Ganadora  | Mejor escena de sexo anal en producción extranjera   | Young Tushy                  |
| 2021 | Premios XBIZ | Nominada  | Artista femenina del año                             | —                            |
| 2021 | Premios XBIZ | Nominada  | Mejor escena de sexo en película gonzo               | Vagitarians 2                |
| 2021 | Premios XBIZ | Nominada  | Mejor escena de sexo en película de temática erótica | My Sinful Valentine          |
| 2021 | Premios XBIZ | Nominada  | Mejor escena de sexo en película vignette            | I Can't Help It              |
| 2022 | Premios AVN  | Nominada  | Mejor escena de sexo lésbico                         | The Seductive Art of Massage |
| 2022 | Premios AVN  | Nominada  | Mejor escena de trío M-H-M                           | The Devil Wears              |
| 2022 | Premios XBIZ | Nominada  | Mejor escena de sexo en película lésbica             | The Seductive Art of Massage |